# Agnieszka Martyna
Agnieszka Martyna (ur. w 1973 roku w Szczecinku) – była międzynarodowa topmodelka, obecnie trener i ekspert z dziedziny Dress code.

## Życiorys
Agnieszka Martyna jest jedną z nielicznych i pierwszych polskich modelek, które w latach 90. przebiły się na rynek międzynarodowy, obok takich polskich modelek, jak: Agnieszka Kotlarska, Agnieszka Pachałko, Magdalena Wróbel, Ewa Witkowska, Malwina Zielińska, Barbara Milewicz i Agnieszka Maciąg.
Karierę modelki rozpoczęła w 1990 roku, podpisując kontrakt z domem mody „Moda Polska”. Wkrótce stała się jedną z rozpoznawalnych modelek tegoż domu mody, obok m.in. Małgorzaty Niemen. W „Modzie Polskiej” nawiązała współpracę z projektantem Jerzym Antkowiakiem, który to regularnie zapraszał ją do prezentowania swoich kolekcji.
Od 1991 roku zaczęła podpisywać kontrakty w europejskich stolicach mody. W latach 1991–1997 pojawiała się na wybiegach w: Paryżu, Mediolanie, Berlinie oraz Londynie. Współpracowała z takimi kreatorami mody, jak: Loris Azzaro, Gianfranco Ferré, Jean-Paul Gaultier, Thierry Mugler, Vivienne Westwood, Krizia, Laura Biagiotti, Louis Vuitton, Escada. W 1995 roku jej zdjęcie pojawiło się w brytyjskiej edycji Vogue’a. Na wybiegu pracowała z takimi modelkami światowego formatu, jak: Veruschka von Lehndorff, Jerry Hall, Irina Pantaeva, Patricia Hartmann, Nadja Auermann, Adriana Sklenaříková, Estelle Hallyday. Po zakończeniu międzynarodowych kontraktów ponownie zaczęła pojawiać się na polskich wybiegach, regularnie biorąc udział w pokazach kolekcji Teresy Rosati i Domu Mody Hexeline.
Początkowo jej image był zachowawczy. Agnieszka Martyna nosiła długie, proste blond włosy. Gdy wyjechała pracować do światowych stolic mody, zaczęła eksperymentować ze swoim wyglądem. Ścięła włosy na krótkie, zafarbowała je na brązowo. Niedługo potem nieco zapuściła włosy i ufarbowała je na czarno, później na rudo. Kilka lat temu wróciła do koloru blond.
W 1997 roku zagrała epizod w 3. odcinku serialu Złotopolscy, wcieliła się w postać Magdy, koleżanki Tomka Gabriela.
W marcu 2009 roku w telewizji Polsat Café gościnnie prowadziła program Gwiazdy na dywaniku, razem z Joanną Horodyńską.
W 2009 roku zasiadła w jury konkursu dla młodych projektantów „Fashion Designer Awards”. Od 2009 roku prowadzi zajęcia w Szkole Stylu Moniki Jaruzelskiej i współpracuje z polską edycją miesięcznika „Elle”. Z działalności poza modowej, prowadzi szkolenia biznesowe.